# El Limo
El Limo ist eine Ortschaft und eine Parroquia rural („ländliches Kirchspiel“) im Kanton Puyango der ecuadorianischen Provinz Loja. Die Parroquia besitzt eine Fläche von 204,91 km². Die Einwohnerzahl lag im Jahr 2010 bei 2370.

## Lage
Die Parroquia El Limo liegt im Tumbes-Hügelland im äußersten Südwesten von Ecuador an der peruanischen Grenze. Der Río Puyango fließt entlang der nördlichen Verwaltungsgrenze in Richtung Westsüdwest. Der Süden und der Westen werden von den Flüssen Quebrada Palmira, Quebrada Turinuma und Quebrada de Conventos begrenzt. Der etwa 1150 m hoch gelegene Hauptort befindet sich 12 km westnordwestlich vom Kantonshauptort Alamor. Eine etwa 16 km lange Nebenstraße verbindet El Limo mit der weiter östlich verlaufenden Fernstraße E25 (Arenillas–Zapotillo).
Die Parroquia El Limo grenzt im Osten an die Parroquia Alamor, im Süden an die Parroquias 12 de Diciembre und Milagros (beide im Kanton Pindal), im Südwesten und im Westen an die Parroquias Paletillas, Bolaspamba und Mangahurco (alle drei im Kanton Zapotillo) sowie im Norden an Peru.

## Orte und Siedlungen
In der Parroquia gibt es neben dem Hauptort folgende Barrios: Toronche, Achiral, Toro Muerto, Moras, El Alto, Palmitas, San Francisco, San Pedro, El Pitayo, Mangahurquillo, Zahinos, Banderones, La Esperanza, Pueblo Nuevo, La Noria, La Bocana, La Palmira, Porvenir, Buenavista, Porvenir, La Unión, Tilacos, La Libertad, San José, La Pampa, Dos Quebradas, Jorupe, La Concha und Cristo del Consuelo.

## Geschichte
Die Parroquia El Limo wurde am 17. Januar 1947 gegründet.